# 尤扎
56°35′N 42°01′E / 56.583°N 42.017°E
尤扎（俄语：Ю́жа）是俄羅斯伊萬諾沃州的一個城市，也是尤扎区的行政中心，位於伊萬諾沃東南95公里。2024年人口12,500人。
該地於1628年首見於文獻，1925年建市。
1. ↑  . yuzha.ru.   [2025-06-13].